# Campionati del mondo di ciclismo su strada 1997 - Cronometro maschile Elite
La cronometro maschile Elite dei Campionati del mondo di ciclismo su strada 1997 è stata corsa il 9 ottobre in Spagna, nei dintorni di San Sebastián, su un percorso di 42,6 km. L'oro andò al francese Laurent Jalabert che vinse con il tempo di 52'01"19 alla media di 49,135 km/h, argento all'ukraino Serhij Hončar e il britannico Chris Boardman a completare il podio.
Partenti e arrivati 47 ciclisti.

## Classifica (Top 10)
| Pos. | Corridore             | Squadra       | Tempo     |
| ---- | --------------------- | ------------- | --------- |
| 1    | Laurent Jalabert      | Francia       | 52'01"19  |
| 2    | Serhij Hončar         | Ucraina       | a 3"32    |
| 3    | Chris Boardman        | Gran Bretagna | a 20"53   |
| 4    | Tony Rominger         | Svizzera      | a 24"34   |
| 5    | Uwe Peschel           | Germania      | a 44"89   |
| 6    | Melchor Mauri         | Spagna        | a 46"29   |
| 7    | Erik Breukink         | Paesi Bassi   | a 1'27"11 |
| 8    | Jonathan Hall         | Australia     | a 1'45"84 |
| 9    | Zenon Jaskuła         | Polonia       | a 2'04"88 |
| 10   | Juan Carlos Domínguez | Spagna        | a 2'14"31 |